# Tomáš Stanley, hrabě z Derby

Erb sira Tomáše Stanleyho

Tomáš Stanley (anglicky Thomas Stanley, 1st Earl of Derby; 1435 – 29. července 1504) byl anglický šlechtic a politik, nevlastní otec anglického krále Jindřicha VII. Byl nejstarším synem barona Tomáše Stanleye a Joan Goushillové a získal titul hraběte z Derby.
Tomáš Stanley byl magnát nesmírného bohatství a moci, zejména na severozápadě Anglie, kde byla jeho autorita téměř neomezená. Dokázal si udržet přízeň po sobě jdoucích králů (lancasterských, i yorských) po celou dobu válek růží, včetně anglického krále Richarda III., který si však vzal Stanleyova syna jako rukojmí. Tomáš Stanley v bitvě u Bosworthu v roce 1485 zaujal pasivní postoj, vyčkával a svou pasivitou přispěl k vítězství Jindřicha Tudora. Mezi jeho sídla patřil dnešní Tatton Park v Cheshire, Lathom House v Lancashire a Derby House v londýnské City, nyní patřící organizaci College of Arms.
Ačkoli král na počátku Tomášovy kariéry, Jindřich VI., byl hlavou rodu Lancasterů, Stanleyho manželství s Eleanor, dcerou Richarda Nevilla, hraběte ze Salisbury (potomek Eduarda III.) a sestrou Richarda Nevilla, hraběte z Warwicku koncem padesátých let 15. století vytvořilo silné spojenectví s rodem Yorků. To však Tomášovi neublížilo, a to ani poté, když byl Warwick svržen od moci. V roce 1472, kdy rod Yorků znovu držel anglický trůn, se Tomáš oženil podruhé s lady Markétou Beaufortovou, jejíž syn Jindřich Tudor byl hlavním lancasterským uchazečem o trůn. Tomáš byl poslední, kdo používal titul „král [ostrova] Manu“; jeho nástupci již volili bezpečnější „pán Manu“.

## Na straně Lancasterů
Stanleyovi byli mezi prvními příznivci Jindřicha z Bolingbroke, pozdějšího krále Jindřicha IV., při převzetí anglického královského trůnu pro rod Lancasterů v roce 1399 a Stanleyho pradědeček Sir John Stanley byl za tuto pomoc bohatě odměněn.
V 50. letech 15. století (po prohrané stoleté válce) za vlády nemohoucího lancasterského krále Jindřicha VI. došlo v Anglii k velké hospodářské krizi a tato krize zapříčinila na podnět rodu Yorků občanskou válku, zvanou též jako Válka růží.
Když Richard Neville hrabě ze Salisbury (mimochodem Stanleyův tchán) mobilizoval vojska jménem rodu Yorků, lancasterská královna Markéta z Anjou (manželka těžce nemocného krále Jindřicha VI.) nařídila Tomáši Stanleymu, aby poslal své vojsko proti hraběti. Když se však obě armády setkaly v bitvě u Blore Heath v roce 1459, Stanley svých přibližně 2 000 mužů nezapojil do tohoto boje. Jeho bratr William Stanley se naopak zúčastnil boje v yorské armádě a pomohl Yorkům k vítězství.

## Přechod k Yorkům
Již přibližně v roce 1460 začal lord Tomáš Stanley aktivně spolupracovat s vítěznými Yorky, kteří v té době měli zajatého krále Jindřicha VI. a vládli v jeho jménem. Na konci 60. let 15. století došlo ke konfliktu mezi Richardem Nevillem hrabětem z Warwicku (mimochodem Stanleyův švagr) a yorským králem Eduardem IV. (spíše s jeho manželkou Alžbětou a jejím rodem Woodvillů) a Stanley musel řešit na čí stranu se přidá.
Když hrabě Warwick uprchl v roce 1470 z Londýna, vydal se do Manchesteru v naději na podporu, Tomáš Stanley zpočátku váhal. Ale po Warwickově návratu z francouzského exilu mu Stanley poskytl ozbrojenou podporu při obnově vlády lancasterského krále Jindřicha VI. Tomáš Stanley byl však brzy sesazen za svou nedůvěryhodnost. Po porážce Lancasterů a navrácení Eduarda IV. v roce 1471 na královský trůn byl Stanley opět jmenován správcem královské pokladny a poté se stal řádným členem královské rady.
Po smrti své manželky Eleanor Neville (sestry poraženého hraběte z Warwicku) se Tomáš Stanley oženil v roce 1472 s Markétou Beaufortovou, která byla paradoxně matkou Jindřicha Tudora – potenciálního královského dědice rodu Lancasterů. Jako ale stále loajální k yorské vládě pomáhal králi Eduardovi IV. udržovat jeho moc.

## Za krále Richarda III.
Po nečekané smrti Eduarda IV. v roce 1483 a nástupu jeho dvanáctiletého syna Eduarda V. na trůn se Stanley snažil udržet rovnováhu sil mezi strýcem mladého krále Richardem, vévodou z Gloucesteru, který se stal lordem protektorem, a rodinou Woodvillů, odkud pocházela královna Alžbětou, vdova po zemřelém králi Eduardovi IV. a matka nového krále Eduarda V. Když Richard zaútočil na skupinu okolo Woodvillů na zasedání rady v červnu 1483, Stanley byl zraněn a uvězněn, ale na rozdíl od lorda Hastingse nebyl popraven. Ten měsíc parlament prohlásil Eduarda V. a jeho mladšího bratra Richarda za nelegitimní z důvodu, že manželství jejich otce Edwarda IV. S Elizabeth Woodvillskou bylo neplatné, neboť zemřelý král Eduard VI. údajně předtím uzavřel sňatek s Eleanor Butlerovou.
Vévoda z Gloucesteru byl proto veřejnou aklamací prohlášen za krále Richarda III. Později jej potvrdil i parlament na základě zákona Titulus Regius. Tomáš Stanley slíbil věrnost Richardu III., byl brzy popuštěn a pokračoval jako správce královské pokladny. Zúčastnil se rovněž spolu se svou manželkou Markétou Beaufortovou slavnostní korunovace krále Richarda.
Po popraveném lordu Hastingsovi převzal jeho funkce a také část jeho majetku.
Když na podzim 1483 vyvolal nečekaně lord Buckingham a jeho spojenci povstání proti králi Richardovi, spoléhal se mimo jiné na pomoc od Jaspera a Jindřicha Tudora (nutno zopakovat, že se jednalo o syna Stanleyho manželky Markéty). Tomáš Stanley, bez ohledu na svou manželku, vyjádřil oficiálně okamžitě podporu králi Richardovi a spolu se svým bratrem Williamem se vojensky zúčastnili potlačení Buckinghamova povstání na králově straně.

## Konspirace s Jindřichem Tudorem
Jeho manželka Margaret Beaufortová mezitím zprostředkovala manželské spojenectví mezi Alžbětou z Yorku (dcerou zesnulého krále Edwarda IV.) a jejím synem Jindřichem Tudorem. Stanley se musel Richardovi zavázat, že bude svou manželku držet pod svou kontrolou a ukončí její intriky. Tím si Stanley pravděpodobně uchoval své vládnoucí postavení.
Král Richard si byl očividně dobře vědom hrozby ze strany nespolehlivého Stanleyho a jeho manželky, protože v létě roku 1485, kdy Stanley žádal o povolení opustit dvůr a vrátit se na své panství Lathom na sever Anglie, král trval na tom, aby jeho syn George Stanley, lord Strange, zůstal u královského dvora, de facto jako rukojmí před nečekanými činy jeho otce.

## Bitva u Bosworthu
Stanleyovi skutečně nejspíš už nějakou dobu komunikovali s Jindřichem Tudorem. Po přistání Tudorovských vojsk (podporovaných Francií) ve Walesu v létě 1485, král Richard nařídil oběma bratrům Stanleyovým, aby připravili své muže do boje. Jakmile však bylo jasné, že Tudor pochoduje bez odporu přes Wales, Richard nařídil lordu Stanleymu, aby se k němu bez prodlení připojil. Pro případ Stanleyho zrady, mu pohrozil Richard popravou jeho syna, kterého držel u sebe. Odpověď lorda Stanleyho na Richardovu hrozbu prý byla údajně lakonická: „Pane, mám další syny“.
Vojska krále Richarda III. oficiálně podporovaná bratry Stanleyovými a (mimo jiné) také hrabětem Jindřichem Percym se přiblížila k povstaleckým jednotkám Jindřicha a Jaspera Tudora. Dne 22. srpna 1485 došlo k bitvě u Bosworthu.
Tomáš Stanley se možná tajně setkal s Jindřichem Tudorem v předvečer bitvy. Oba bratři Stanleyovi ve skutečnosti hráli podobné role, jaké hráli v bitvě u Blore Heath před více než čtvrt stoletím. Tomáš Stanley se při bitvě neúčastnil žádné přímé akce, vyčkával. Podobně do boje nakonec nezasáhl ani další významný šlechtic oficiálně na straně Yorků – Jindřich Percy. Nakonec bitvu rozhodl William Stanley, který přímo uprostřed boje otočil strany, zaútočil na vojska Richarda, způsobil vítězství tudorovských vojsk a smrt krále Richarda. Po bitvě Tomáš Stanley umístil královskou korunu na hlavu svého nevlastního syna Jindřicha Tudora před jeho jásajícími jednotkami.

## Ve službách krále Jindřicha VII. Tudora
Jindřich Tudor prokázal svou vděčnost svému „draze milovanému otci“ tím, že ho 27. října 1485 ustanovil hrabětem z Derby a následující rok ho potvrdil v úřadu lorda vrchního konstábla Anglie a vrchního správce vévodství Lancaster. Kromě toho mu udělil další statky a funkce. V roce 1486 Tomáš Stanley také stál jako kmotr Jindřichova nejstaršího syna, Arthura, prince z Walesu. Přesto, v době povstání Lamberta Simnela v roce 1487, mohla existovat určitá obava, že Stanleyové opět „otočí“ strany. Naštěstí pro Tudorovce se v bitvě u Stoke oba bratři Stanleyové k nim jednoznačně přidali a Simnelovo povstání společně rozdrtili. Tato výhra opět přinesla Stanleymu další zisky – zejména pozemky, o které přišli vikomt Lovell, sir Thomas Pilkington a sir Thomas Broughton v Lancashire a jinde. V roce 1489 Stanleyovi opět významně přispěli do armády, kterou vedl Jindřich k potlačení povstání v Yorkshiru.
Stanleyho bratr William však neprozřetelně podporoval pozdějšího uchazeče o královský trůn Perkina Warbecka (údajného syna zemřelého krále Eduarda IV.) a nakonec byl v roce 1495 popraven za zradu.
Tomáš Stanley během svého života významně upevňoval dědictví po svém otci a díky své oportunistické povaze ve válce růží rozšířil svou hegemonii a hegemonii své rodiny na severozápadě Anglie.